# اس-بان میته‌دویچلند
اس-بان میته‌دویچلند (آلمانی: S-Bahn Mitteldeutschland) یک شبکه راه‌آهن شهری و حومه در منطقه مرکزی آلمان است.
این راه‌آهن که در سال ۲۰۱۳ تأسیس شده دارای ۱۰ خط، ۱۴۵ ایستگاه و ۸۰۲ کیلومتر طول است، شهرهایی همچون لایپزیگ، هاله، دسوا-رسلا، ویتنبرگ، دلیتزش، خویرزوردا، روهلند، براندنبورگ، آیلنبورگ، وورتسن، آلتنبورگ و تسویکاو به اس-بان میته‌دویچلند متصل است.

## نگارخانه

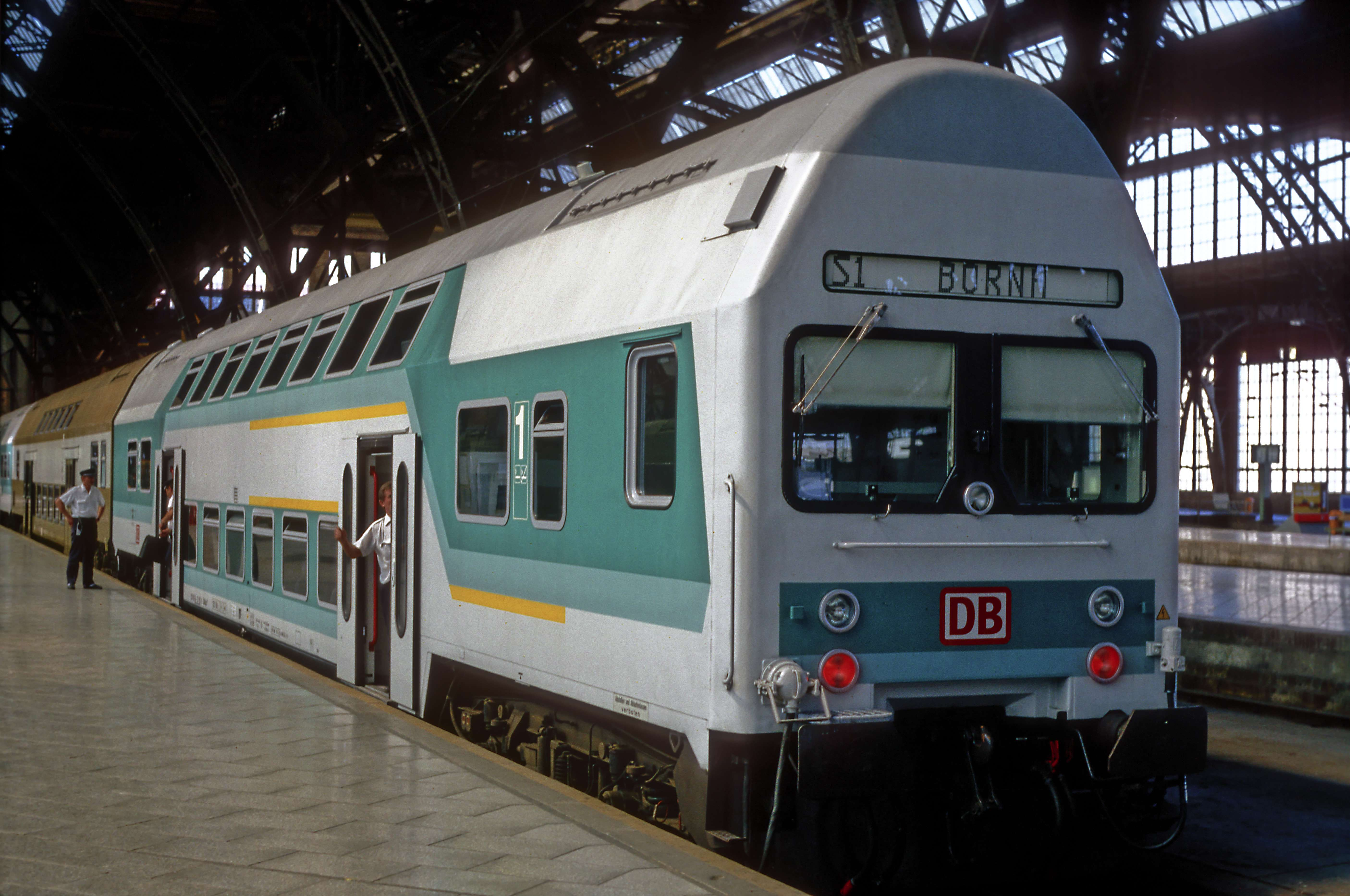
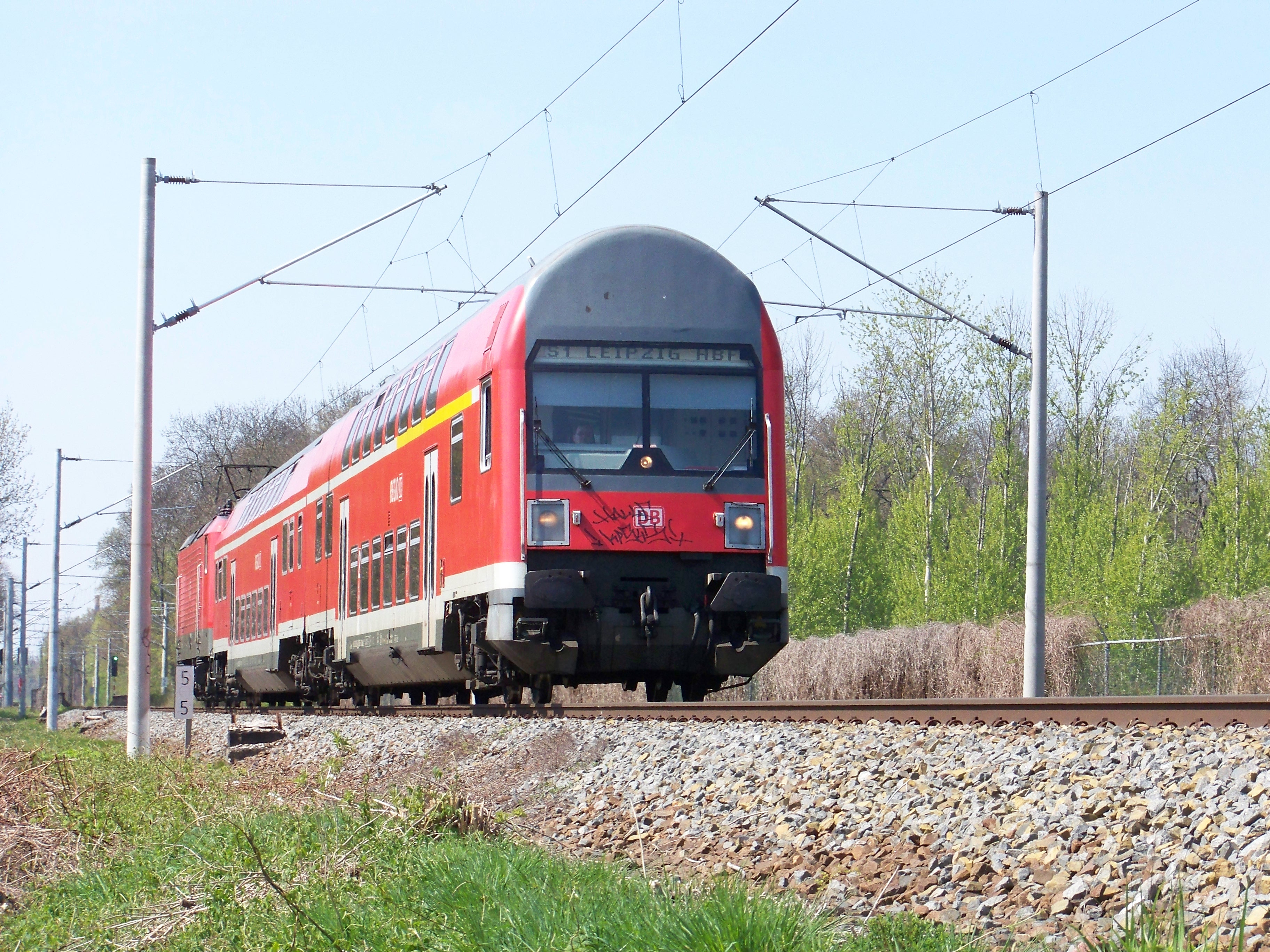
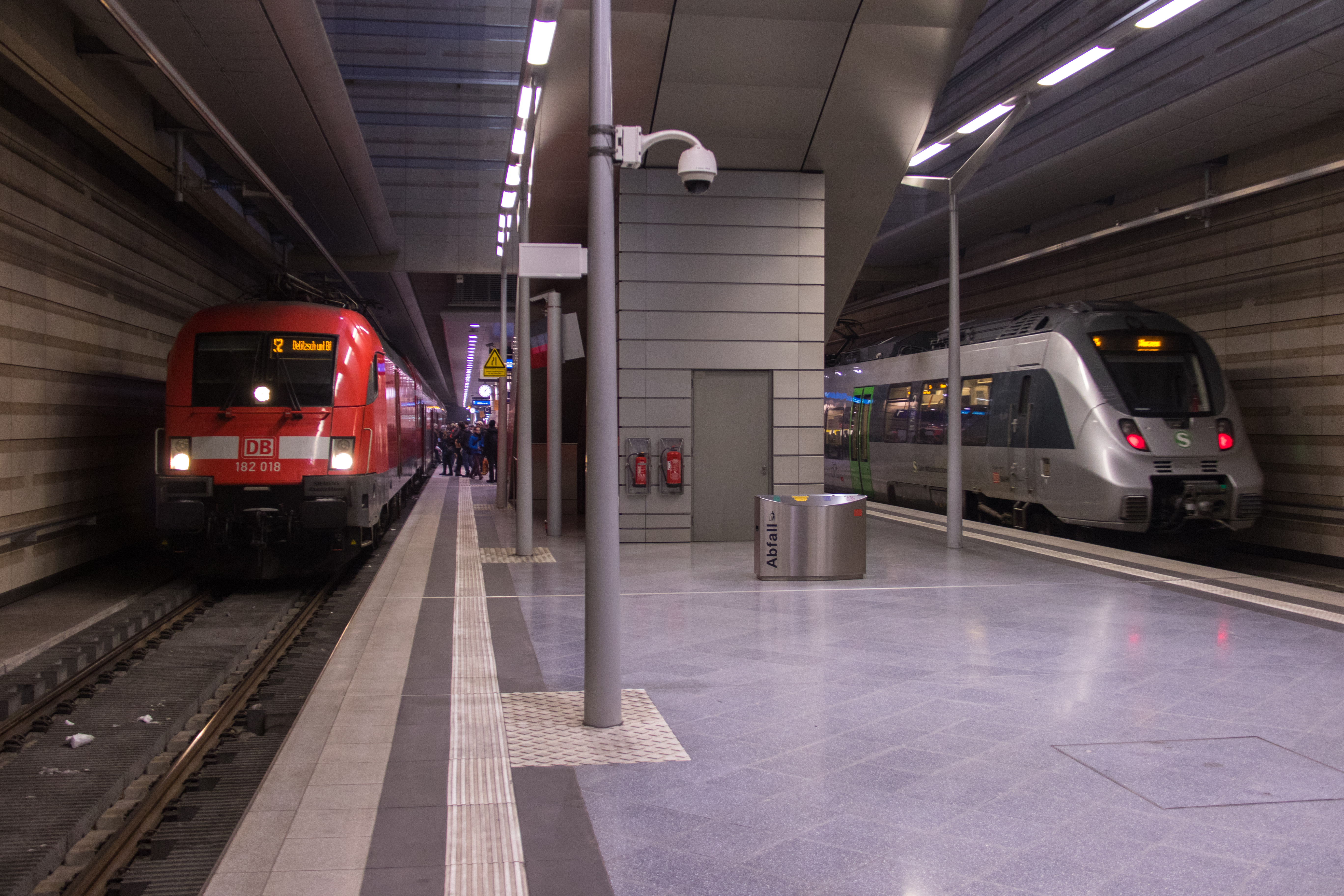
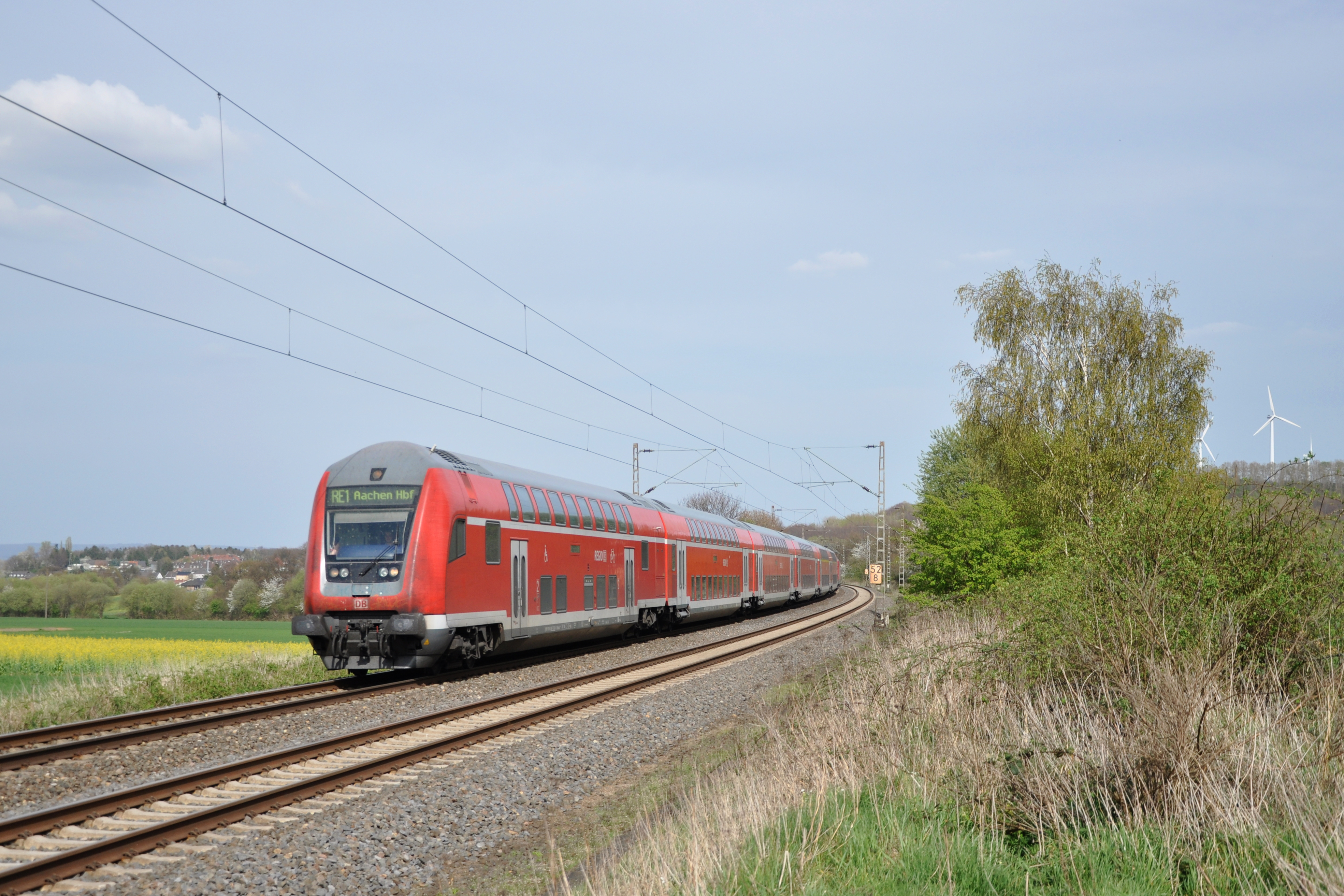